# Іоссерське сільське поселення
Іо́ссерське сільське поселення (рос. Иоссерское сельское поселение) — муніципальне утворення у складі Княжпогостського району Республіки Комі, Росія. Адміністративний центр — селище Іоссер.

## Населення
Населення — 195 осіб (2017, 415 у 2010, 689 у 2002, 1838 у 1989).

## Склад
До складу поселення входять такі населені пункти:
| Населений пункт   | Населення, осіб (1989) | Населення, осіб (2002) | Населення, осіб (2010) |
| ----------------- | ---------------------- | ---------------------- | ---------------------- |
| Іоссер, селище    | 492                    | 328                    | 217                    |
| Малиновка, селище | 41                     | 4                      | -                      |
| Ропча, селище     | 1305                   | 357                    | 198                    |